# Eleocharis nipponica
Eleocharis nipponica är en halvgräsart som beskrevs av Tomitaro Makino. Eleocharis nipponica ingår i släktet småsäv, och familjen halvgräs. Inga underarter finns listade i Catalogue of Life.